# The Narrows

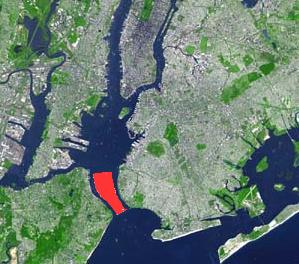
Puerto de Nueva York, imagen satelital de TERRA. The Narrows está en rojo, y conecta el Upper New York Bay con el Lower New York Bay.

The Narrows  es el estrecho que separa los municipios de  Staten Island y  Brooklyn en la ciudad de Nueva York. Se conecta con la sección superior y menor de la Bahía de Nueva York, y constituye el principal canal por el cual el río Hudson desemboca en el Océano Atlántico. Durante mucho tiempo se ha considerado como una  "puerta" marítima de Nueva York y ha sido históricamente la entrada más importante del  puerto.
The Narrows se formó probable hace más de 6000 años atrás al final de la última edad de hielo. Anteriormente Staten Island y Brooklyn estuvieron conectados y el río Hudson desembocaba en el océano a través del curso presente del río Raritan, al adoptar un curso más hacia el oeste en el norte de Nueva Jersey, a lo largo de la parte oriental de las Montañas Watchung en Bound Brook, Nueva Jersey y luego sobre el Océano Atlántico a través de la Bahía Raritan. Una acumulación de agua en la Parte Alta de la Bahía del río permitió que se formara el Estrecho.
El primer europeo en entrar al Estrecho fue en 1524 por Giovanni da Verrazzano, y fue recibido por un grupo de Lenapes, que remaron para reunirse con él en el estrecho. 
En agosto de 1776, las fuerzas británicas comandadas por William Howe llevaron a cabo una operación anfibia a través del Estrecho, partiendo de Staten Island y desembarcando en Brooklyn, desde donde atacaron al ejército de George Washington, derrotándolo en la Batalla de Long Island.
En 1964, el Estrecho estaba conectado por el Puente Verrazano-Narrows, el puente colgante más largo del mundo durante ese tiempo, y sigue siendo el puente colgante más largo en los EE. UU. (por longitud).